# 林弘幸
林 弘幸（はやし ひろゆき、1973年9月5日 - ）は、400メートル競走を専門とする日本の短距離走の元選手である。 
世界室内選手権の2つのエディションで1600メートルリレー走で銅メダルを獲得した。 1993年世界室内陸上競技選手権大会（カナダ•トロント）では簡優好 、 稲垣誠司 、 斎藤嘉彦、 1995年世界室内陸上競技選手権大会（スペイン•バルセロナ）には、簡優好 、稲垣誠司、 小野友誠とチームを組んだ。２大会ともアンカーを務め、トロント大会では地元カナダの猛追をかわし、スペイン大会ではゴール前でイギリスを抜かして銅メダルを獲得した。
また、1997年世界陸上競技選手権大会に出場したが、決勝に進出できなかった。
1992年U20世界陸上競技選手権大会では、1600メートルリレー走で銅メダルを獲得した。400メートル競走では準決勝に進出した。
同年のU20アジア陸上競技選手権大会では、400メートル競走と1600メートルリレー走の２種目で金メダルを獲得した。
東アジア競技大会の２つのエディションで、1993年は400メートル競走で4位、1600メートルリレー走で銀メダル、1997年は1600メートルリレー走で金メダルを獲得した。

## 参照資料
- Hiroyuki Hayashi - ワールドアスレティックスのプロフィール（英語）

1. ↑  1997 World Championships Official Results – 4x400 Metres Relay – Men – Semi-Final[リンク切れ]